# اچ‌ام‌اس چمپیون (۱۹۱۵)
اچ‌ام‌اس چمپیون (۱۹۱۵) (به انگلیسی: HMS Champion (1915)) یک کشتی بود که طول آن ۴۴۶ فوت (۱۳۶ متر) بود. این کشتی در سال ۱۹۱۵ ساخته شد.